# جامع المدرسة الشمسية
المدرسة الشمسية، هي جامع ومدرسة علمية تاريخية تقع في مدينة ذمار في محافظة ذمار، اليمن، وهي من المعالم الإسلامية في اليمن، تخرج منها الكثير من علماء اليمن وخاصة من أتباع المذهب الزيدي حيث تعتبر من أهم مدارس المذهب.

## تاريخ
تقع المدرسة الشمسية في حي الجراجيش في مدينة ذمار، بناها الإمام المتوكل «يحيى شرف الدين بن المهدي أحمد» الذي حكم في الفترة ((912 - 965 هجرية) ـ (1506 - 1557 ميلادية))، وكان معاصراً لعامر بن عبد الوهاب الذي بنى المدرسة العامرية في رداع سنة (910 هجرية) بنيت المدرسة الشمسية سنة (950 هجرية - 1544/1543 ميلادية)، وسميت الشمسية نسبة إلى أحد أبنائه وهو الأمير «شمس الدين»، زاد في بنائها الوالي العثماني محمد علي باشا سنة 1155 للهجرة ببنائه للمطاهير ومنارة المدرسة، للمدرسة مكتبة من أهم مكتبات العلم في اليمن.

## دورها
تعتبر المدرسة الشمسية من هجر العلم الشهيرة في اليمن ويفد إليها طلبة العلم من ذمار وغيرها من مناطق اليمن للدراسة فيها وللوافدين إليها من خارج مدينة ذمار مساكن خاصة تسمى منازل (حجرات) ملحقة بالمدرسة، درس فيها العديد من علماء اليمن وخاصة علماء المذهب الزيدي منهم إبراهيم بن يوسف الذي كان إماماً في الفقه محققاً ومناظراً توفي في ذمار سنة (1041 هجرية)، ومهدي بن علي الشبيبي، وهو عالم محقق للفروع مشارك في غيرها توفي سنة (1107 هجرية) في ذمار، والقاضي العلامة علي بن حسين الاكوع والعلامة يحيى محسن العنسي والعلامة حسن بن يحيى الديلمي والأديب الراحل عبد الله البردوني، وكذلك الأديب الراحل إبراهيم الحضراني والاديب الشهيد زيد الموشكي والاديب أحمد عبد الوهاب الوريث.

## 
1. ↑  "جامع المدرسة الشمسية بذمار.. وهج الإيمان والروحانية | الثورة نت". 16 أغسطس 2012. مؤرشف من الأصل في 2022-12-01. اطلع عليه بتاريخ 2022-12-01.
2. ↑  "المدرسة الشمسية بذمار .. تاريخ مثقل بالوسطية والاعتدال | ذمار نيوز". 7 يونيو 2018. مؤرشف من الأصل في 2022-10-06. اطلع عليه بتاريخ 2022-12-01.
3. ↑  Yemeni1 (25 مايو 2018). "المدرسة الشمسية في ذمار: تأريخ عريق، وحاضنة علمية". المشهد اليمني الأول. مؤرشف من الأصل في 2022-12-01. اطلع عليه بتاريخ 2022-12-01.{{استشهاد ويب}}:  صيانة الاستشهاد: أسماء عددية: قائمة المؤلفين (link)
4. ↑  المدرسة الشمسية نسخة محفوظة 04 مارس 2016 على موقع واي باك مشين.